# ライラプス

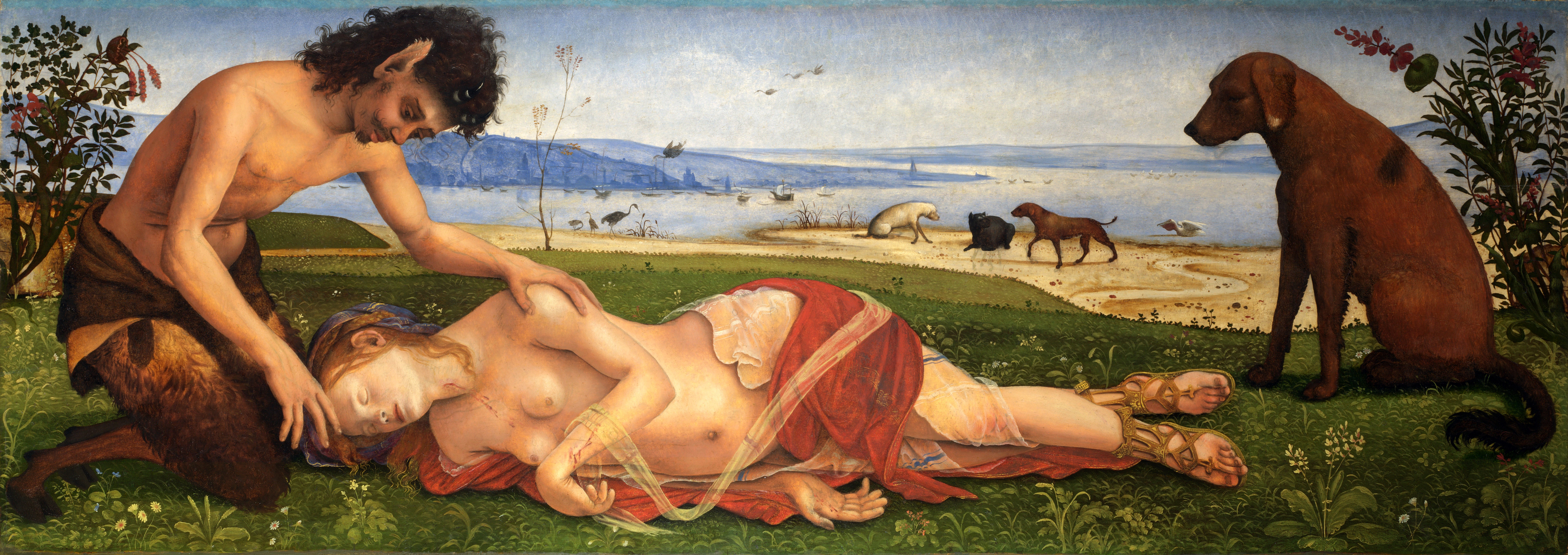
ピエロ・ディ・コジモの1495年頃の絵画『プロクリスの死』（ロンドン・ナショナル・ギャラリー所蔵）。プロクリスの横に描かれているのがライラプス。

ライラプス（古希: Λαῖλαψ, Lailaps）は、ギリシア神話に登場する猟犬である。
この犬はどんな獲物でも決して逃がさないと運命によって定められており、狙った獲物は決して外さないという槍とともにクレーテー島の王ミーノースの宝物であった。一説によるともともとはヘーパイストスがゼウスのために作った犬で、ゼウスはこれをエウローペーに槍とともに与え、エウローペーは息子のミーノースに与えたという。しかしアルテミスの宝物だったといわれることも多い。
神話によると、アテーナイの王エレクテウスの娘プロクリスは夫ケパロスと仲たがいしたときに、ミーノースあるいはアルテミスからライラプスと槍を得て、ケパロスと仲直りしたさいにそれらを夫に与えた。
後にアムピトリュオーンはテーバイを苦しめるテウメーッソスの狐を退治しなければならなくなったが、この牝の狐は誰にも捕まらないという運命にあったため、アムピトリュオーンはライラプスを持つケパロスを頼った。そこでタポスとの戦争で得られるであろう戦利品と引き換えにライラプスをテーバイに連れて来て狐狩りを行ったが、牝狐は逃げきることができず、ライラプスも牝狐を捕まえることができず、延々と追いかけ続けた。あるいは牝狐を捕まえそうになった。これを見たゼウスは、ライラプスが獲物を取り逃がすことも、牝狐が捕まることも運命に反していたので両者を石に変えてしまった。